# Калинивка
Калинивка (укр. Калинівка) град је Украјини у Виничкој области. Према процени из 2025. у граду је живело 19.512 становника.

## Становништво
Према процени, у граду је 2012. живело 19.284 становника.
| 1979.  | 1989.  | 2001.  | 2012.  |
| ------ | ------ | ------ | ------ |
| 17.439 | 19.751 | 20.061 | 19.284 |